# Neskhons
Neskhons est la fille du grand prêtre d'Amon Nesbanebdjed II (ou Smendès II) et de Takhentdjéhouty,.

## Généalogie
Neskhons est la fille du grand prêtre d'Amon à Thèbes Nesbanebdjed II et de Takhentdjéhouty, elle est donc la petite-fille du grand prêtre d'Amon Menkhéperrê. Elle épouse son oncle Pinedjem II, égalememt grand prêtre d'Amon après son père durant la XXIe dynastie, dont elle a quatre enfants : deux garçons, Tjanéfer II et Masaharta III, et deux filles, Itaouy et Nesytanebetisherou. Ces derniers sont nommés sur un décret écrit sur une tablette de bois, qui a été placée dans sa tombe afin d'assurer son bien-être dans l'au-delà et de l'empêcher de faire du mal à son mari et à ses enfants. Cela suggère des problèmes familiaux au moment de sa mort.

## Biographie
Ses titres sont les suivants : « Première Chanteuse d'Amon » ; « Fille du Roi de Koush ».
C'est à la fin du pontificat de Pinedjem II qu'est réglée la question de l'héritage entre les descendants de son épouse Neskhons, décédée en l'an V du règne de Siamon (soit cinq ans avant lui), et ceux de l'autre épouse du père de Neskhons, sa tante Hénouttaouy, par un décret oraculatoire d'Amon ayant eu lieu en l'an VIII du règne de Siamon, soit trois ans après la mort de Neskhons.

## Sépulture
Bien qu'elle décède avant son mari, son corps momifié est placé avec celui de Pinedjem II dans la tombe DB320 de la nécropole thébaine, dans laquelle il est redécouvert en 1881. Elle a été enterrée la 5e année du règne de Siamun dans des cercueils qui avaient été fabriqués à l'origine pour la sœur et première épouse de Pinedjem, Isetemkheb III. Les cercueils intérieur et extérieur ont été retrouvés, mais l'un d'eux a été réutilisé pour la réinhumation de Ramsès IX. On ignore si son cercueil a été réutilisé après sa mort ou si elle en a fait don pour la réinhumation de Ramsès. La dernière théorie est étayée par le fait qu'elle a également fait don de linge pour le remballage de sa momie ; la première est indiquée par le fait qu'apparemment aucune tentative n'a été faite pour redécorer le cercueil pour une momie masculine.

### Momie
Le cadavre a été partiellement déballé par Gaston Maspero le 27 juin 1886 ; vingt ans plus tard, Grafton Elliot Smith a retiré le reste des bandelettages. Neskhons n'avait pas de cheveux gris, il est donc probable qu'elle soit morte jeune ; selon Smith, elle était soit enceinte, soit en train d'accoucher à sa mort. La décoration en or de son cercueil a été volée dans l'Antiquité ; son scarabée en forme de cœur a été dérobé par la famille de pilleurs de tombes Abd-el-Rassul, mais a été retrouvé et emmené au British Museum.

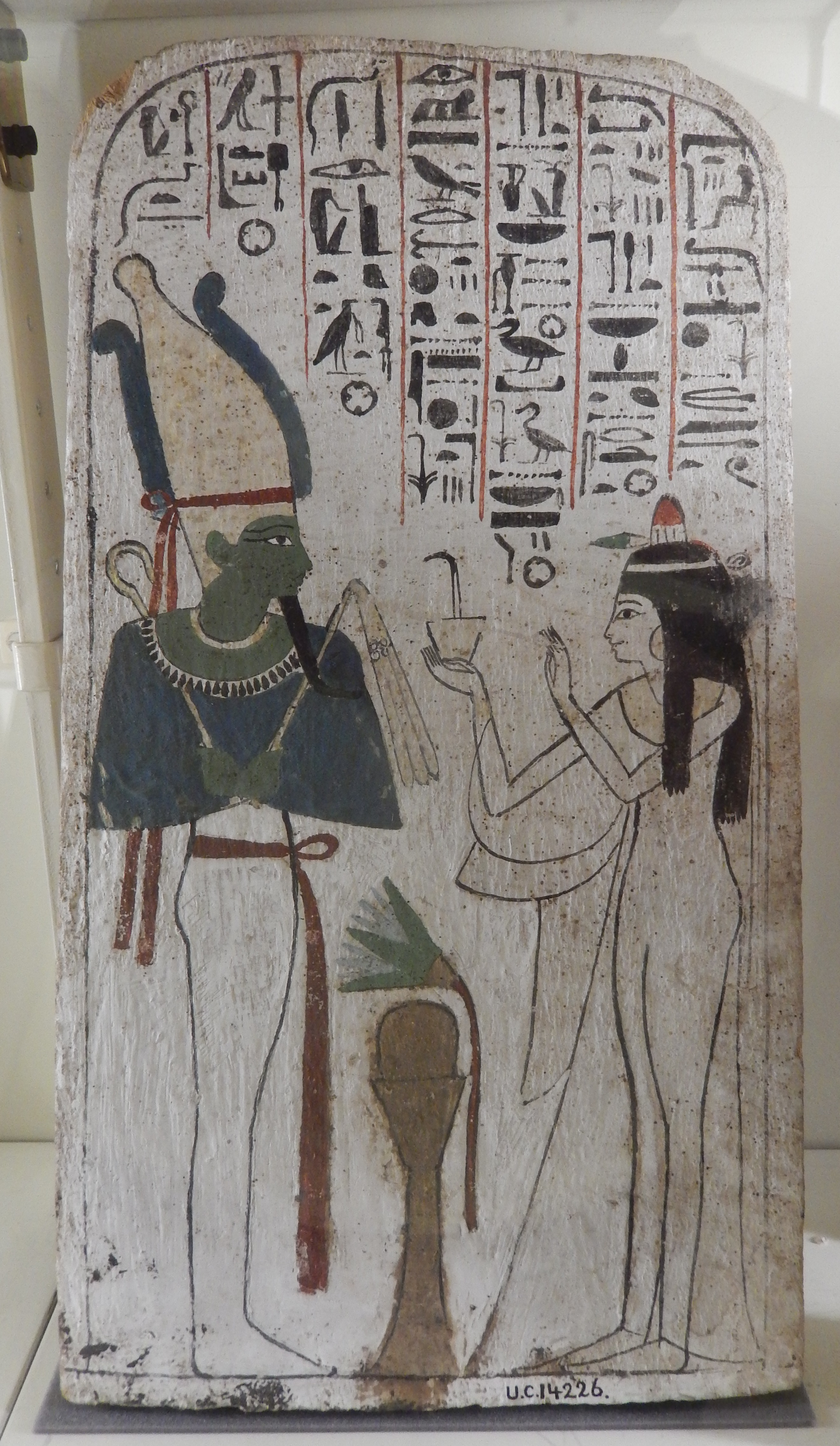
Stèle funéraire de Neskhons la représentant avec Osiris.
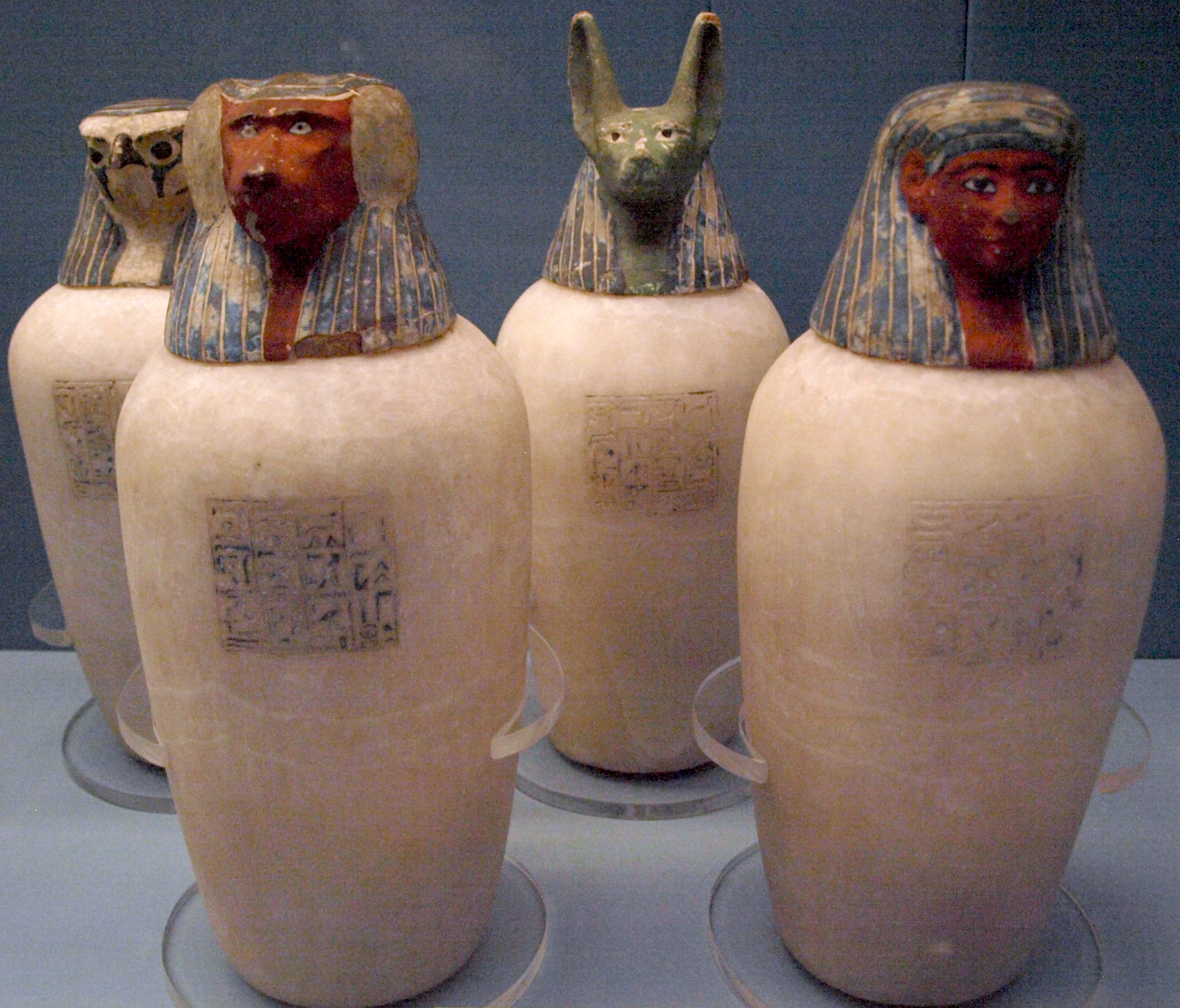
Pots canopes de Neskhons au British Museum(En calcite, avec des têtes en bois peint).
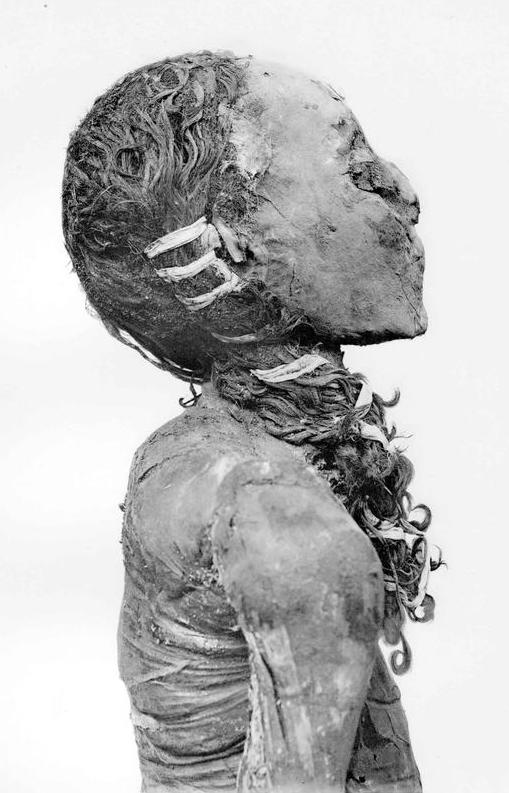
Tête de la momie de Neskhons.